# Jean Pierre Bonvallet
Víctor Jean Pierre Bonvallet Setti (Santiago, 24 de agosto de 1981) es un exfutbolista profesional chileno que jugaba de volante central. Actualmente trabaja como analista deportivo en su canal de YouTube.

## Biografía
Es hijo del comentarista deportivo y exfutbolista Eduardo Bonvallet y de Ángela Setti.
Comenzó su carrera futbolística en las inferiores de Universidad Católica y continuó formándose en Audax Italiano, antes de integrar equipos universitarios. Después de varios períodos de prueba en algunos clubes, arriba a Santiago Wanderers en febrero de 2004, pero solo logró continuidad en Unión San Felipe, donde estuvo a préstamo en los torneos de Clausura de 2004 y Apertura de 2005. En agosto de 2005 volvió a Wanderers, club donde finalizaría su carrera.
Posteriormente a su breve carrera como futbolista, estudió diseño gráfico en el instituto AIEP.
Actualmente se desempeña como comentarista deportivo en Radio Portales de Valparaíso, buscando continuar con el legado dejado por su padre en este ámbito. Ahora se cambia de Estación Radial en Énfasis de Villa Alemana en un nuevo proyecto como comentarista de Fútbol. También es creador de contenido en su canal de YouTube 'En La Cancha con Bonvallet', donde hace análisis futbolístico y se encuentra terminando sus estudios como director técnico profesional.

## Clubes
| Club               | País  | Año  | Partidos |
| ------------------ | ----- | ---- | -------- |
| Santiago Wanderers | Chile | 2004 | 22       |
| Unión San Felipe   | Chile | 2005 | 19       |
| Santiago Wanderers | Chile | 2005 | 3        |

## Historial electoral

### Elecciones parlamentarias de 2021
- Elecciones parlamentarias de 2021 a Diputado por el distrito 8 (Cerrillos, Colina, Estación Central, Lampa, Maipú, Til Til, Pudahuel y Quilicura)[3]

| Candidato                   | Pacto                          | Partido | Votos  | %     | Resultados |
| --------------------------- | ------------------------------ | ------- | ------ | ----- | ---------- |
| Carmen Hertz Cádiz          | Apruebo Dignidad               | PCCh    | 48 806 | 10,38 | Diputada   |
| César Leiva Rubio           | Independiente (Fuera de Pacto) | Ind.    | 34 704 | 7,38  |            |
| Joaquín Lavín León          | Chile Podemos Más              | UDI     | 33 111 | 7,04  | Diputado   |
| Claudia Mix Jiménez         | Apruebo Dignidad               | COM     | 24 261 | 5,16  | Diputada   |
| Viviana Delgado Riquelme    | Partido Ecologista Verde       | PEV     | 20 036 | 4,26  | Diputada   |
| Agustín Romero Leiva        | Frente Social Cristiano        | PRCh    | 17 112 | 3,64  | Diputado   |
| Alberto Undurraga Vicuña    | Nuevo Pacto Social             | PDC     | 17 086 | 3,63  | Diputado   |
| Rocío Faúndez García        | Apruebo Dignidad               | RD      | 12 713 | 2,70  |            |
| Cristián Labbé Martínez     | Chile Podemos Más              | UDI     | 11 795 | 2,51  | Diputado   |
| Pablo Vidal Rojas           | Nuevo Pacto Social             | ILAH    | 10 711 | 2,28  |            |
| Rubén Oyarzo Figueroa       | Partido de la Gente            | PDG     | 6943   | 1,48  | Diputado   |
| Camilo Morán Bahamondes     | Chile Podemos Más              | RN      | 6719   | 1,43  |            |
| Jean Pierre Bonvallet Setti | Frente Social Cristiano        | PRCh    | 5367   | 1,14  |            |